# کاساس د دن پدرو
کاساس د دن پدرو (به اسپانیایی: Casas de Don Pedro) یک شهرستان در اسپانیا است که در استان باداخس واقع شده‌است.

## تاریخچه
در زمان جنگ داخلی اسپانیا اردوگاه کار اجباری فرانکو از کاسا زالدیوار ، جایی که پرسنل نظامی جمهوری خواه اسپانیا در آنجا بازداشت شدند و بسیاری از آنها شلیک شدند، در یک کورتیجو از این شهرداری واقع شده بود.